# 海慕樂團
海慕樂團（英語：Haim，發音：/ˈhaɪɪm/ HY-im；希伯来语中意为“生活”，形象化为全部大写）是美国洛杉矶的流行摇滚乐队。乐队由三姐妹伊斯特·海姆（贝斯）、丹妮尔·海姆（吉他和主唱）和艾拉娜·海姆（吉他和键盘）组成。除了主要负责的乐器，成员们还精通另外几种乐器。乐队在录音棚作品中流行乐风格与他们现场表演中更多以摇滚为基础的音乐形成鲜明对比。
三姐妹出生于音乐世家，初期是名叫Rockinhaim的翻唱乐队，在父母莫迪和唐娜面前演奏乐器。三姐妹于2005年开始以Valli Girls的名字演出，利用该名字发表的歌曲纳入原声带和合辑。她们最初于2007年组建海慕乐团，但多年来一直没把这看成职业生涯。丹尼尔先后与珍妮·路易斯和朱利安·费尔南多·卡萨布兰卡斯合作成为一名成功的巡演吉他手后，三人于2012年决定组建海慕乐团。
乐团的首张专辑是限时下载迷你专辑《永远》，融合了西南偏南的口碑佳作，最终导致她们于2012年中期签约宝丽多唱片，并和杰斯的摇滚国度签订经纪协议。乐队趁着包括格拉斯顿伯里音乐节在内的巡演间隙的创作阶段为她们的第一张专辑《往昔时光》录制素材。专辑在多个国家排名前十，其中在英国夺冠，非常棒，同时乐团也在2013年获得多个年度最佳奖项。乐团获提名第57届格莱美奖最佳新人奖。第二张专辑《跟你说些事》于2017年7月发布。

## 生涯

### 早年

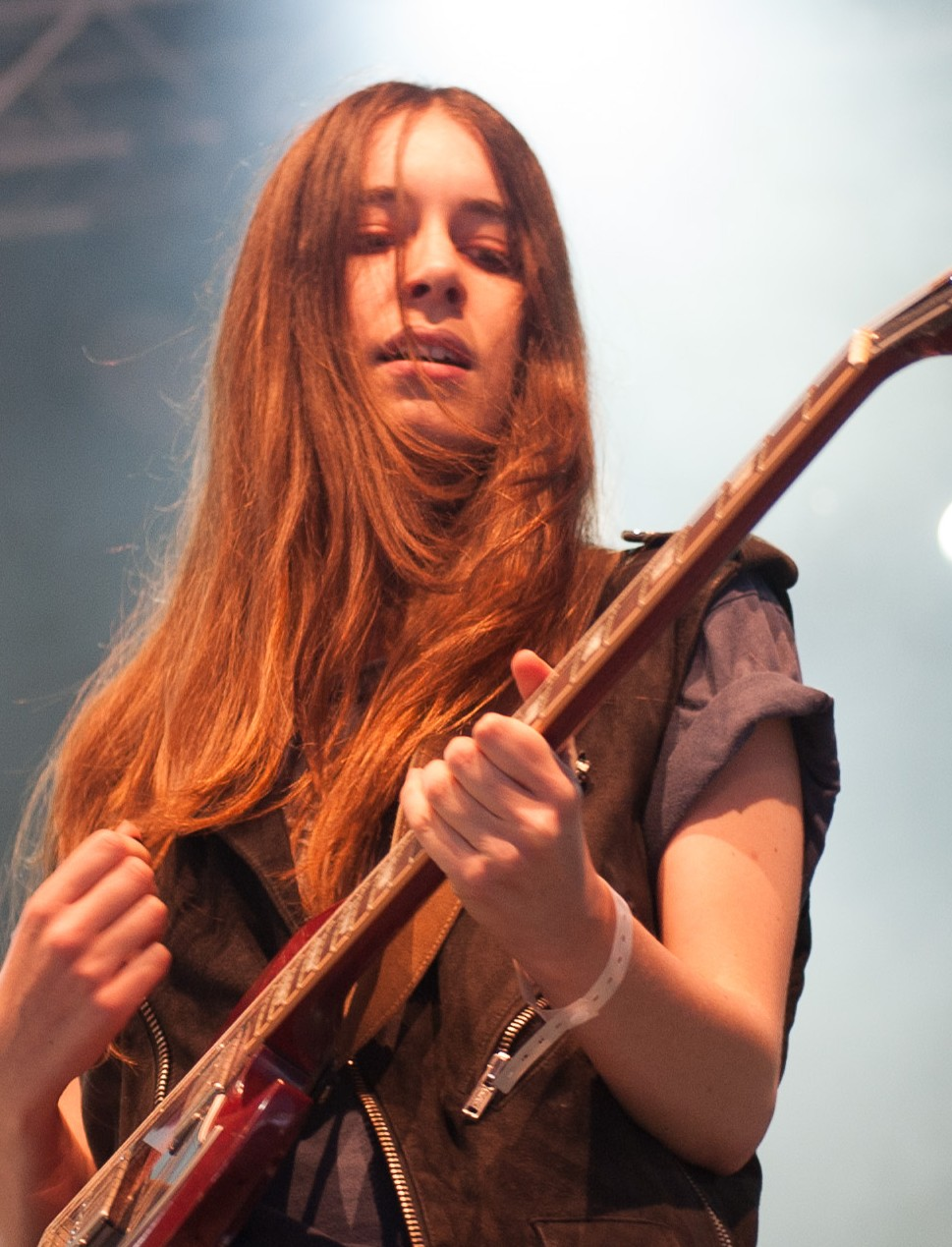
丹妮尔在瑞典哥德堡2013年走出西部音乐节上表演。

三姐妹伊斯特·阿里尔·海姆（Este Arielle Haim，1986年3月14日生）、丹妮尔·萨利·海姆（Danielle Sari Haim，1989年2月16日生）和艾拉娜·米哈爾·海姆（Alana Mychal Haim，1991年12月15日生）出生并成长于加利福尼亚州圣费尔南多谷一个犹太人家庭。父亲莫迪凯（外号“莫迪”）和母亲唐娜都是以色列人，均是音乐家。莫迪曾在以色列当过足球运动员，也玩鼓，而唐娜于20世纪70年代凭借演唱邦妮·瑞特的一首歌曲，赢得《铜锣秀》比赛。丹尼尔早年间显露出弹吉他天赋的同时，莫迪认为伊斯特更适合弹贝斯，决定花50美元给她买一把二手芬达牌贝斯。父母鼓励童年时期的三姐妹听他们珍藏的70年代经典摇滚和美式音乐唱片，后来一家人还组建一支名叫的乐队，在当地的慈善贸易会上翻唱歌曲，夫妇俩在队中分别负责打鼓和弹吉他。乐队演奏经典婚戒歌曲，包括披头士的《转过头》、比利·乔尔的《你或许是我的意中人》和范·莫里森的《棕眼姑娘》，但也只是在免费社区，或是教会、学校和医院的公益演出中亮相。
丹尼尔和伊斯特是流行摇滚乐队瓦利女孩（Valli Girls）的成员，曾献声2005年电影《牛仔裤的夏天》原声带。由“Socal青少年神童”（SoCal teen prodigies）演唱的她们的歌曲《Valli Nation》，与艾薇儿·拉维尼、艾莉西亚·凯斯、简单计划和狂野夏洛特等音乐人的作品，一同作为2005年尼克频道儿童选择奖的配乐。
随着不断成长，三姐妹更乐意将流行乐和当代节奏布鲁斯融合到音乐中，并在2007年决定组建自己的乐队。三人的第一场演出，是在好莱坞一间犹太熟食店举行的，演出酬劳以面丸汤支付。早期演出观众稀少，丹妮尔回忆：“处在可容纳50人场地中，没人捧场，我们的心情无比失落。”
接下来五年中，海慕乐团继续在当地场馆演出，但由于三姐妹都忙于其他事，没有出道的打算。伊斯特在加州大学洛杉矶分校读书，2010年以民族音乐学士学位毕业（仅花两年时间完成学业，而不是正常的五年），专修保加利亚和巴西音乐。

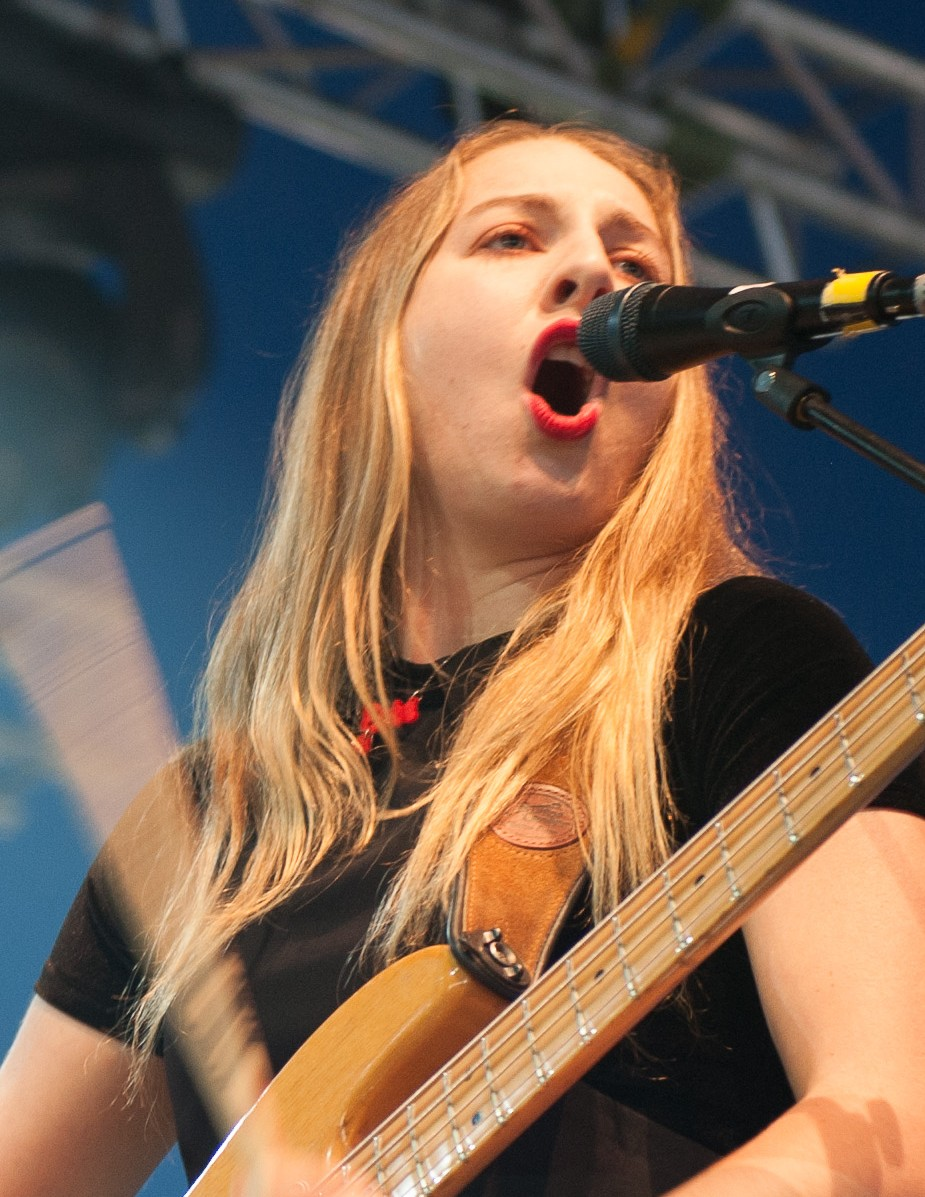
伊斯特在瑞典哥德堡2013年走出西部音乐节上表演。

高中毕业后，丹尼尔在月桂谷的一场即兴演奏会上获得音乐人珍妮·路易斯的赏识，受邀加入路易斯的巡演乐队。鼓击乐团主唱朱利安·费尔南多·卡萨布兰卡斯去看路易斯的演出，转而让丹尼尔在他的个人演唱会上演奏吉他和打击乐器。两个月来，丹妮尔每天都在为卡萨布兰卡斯的乐队排练，后来她说这是“大开眼界的经历”。和卡萨布拉卡斯合作后，她加入希洛·格林的全女性巡演伴奏乐队猩红热乐团。
丹尼尔享受巡演的同时，认为更应该和姐妹们一起演绎她自己的音乐，便婉拒了格林提供的报酬颇丰的合约。卡萨布兰卡斯建议丹尼尔创作更强烈的素材，专注于出场唱片，而这是提升她们网络存在感的办法。

### 2012-2013年：《永远》和商业成功

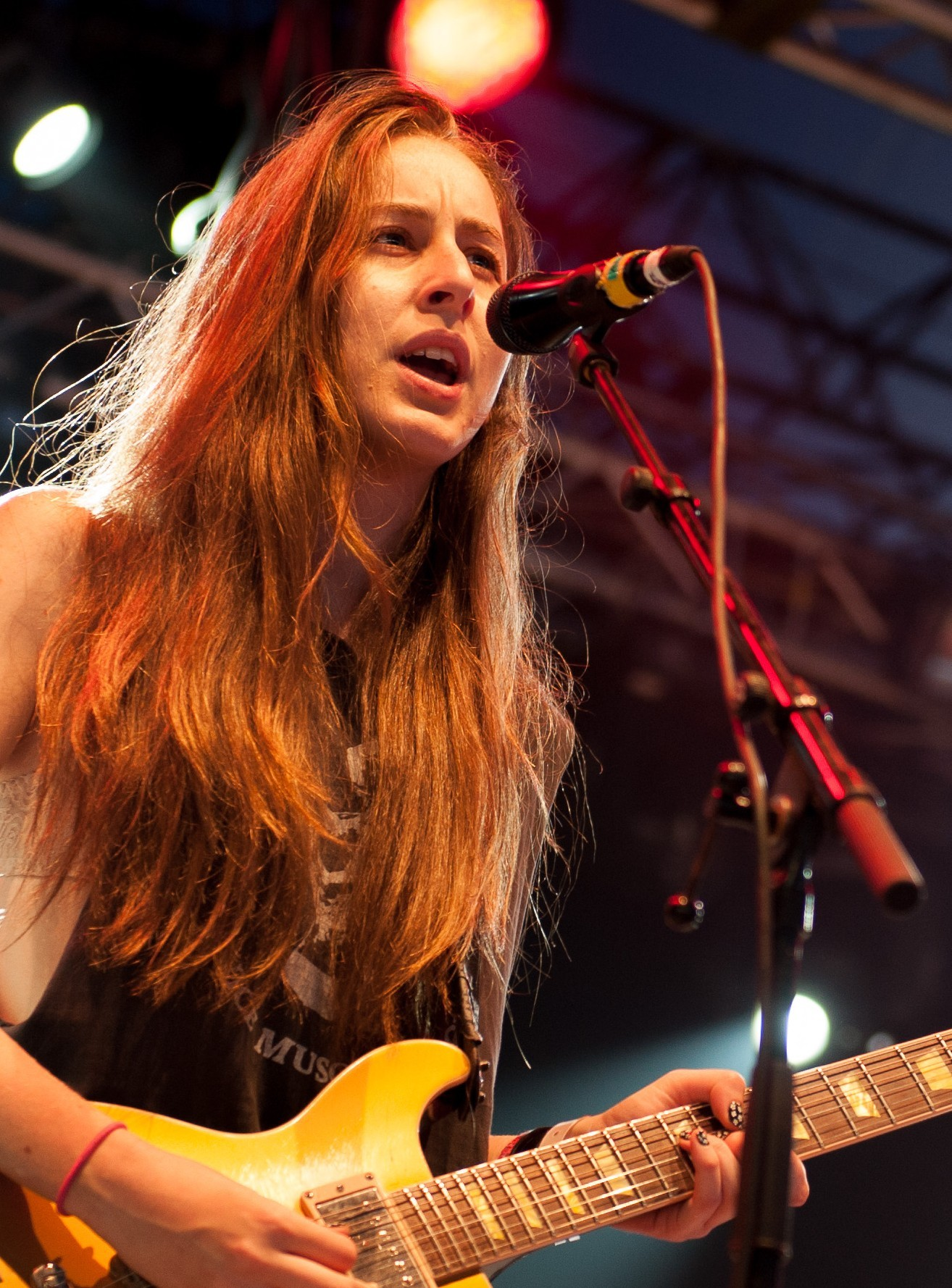
阿拉纳在瑞典哥德堡2013年走出西部音乐节上表演。

参演爱德华·夏普与无磁力乐队、粘土人亨利和凯莎的巡演后，海慕发行了收录2012年三首的歌曲的迷你专辑《永远》（Forever），可在她们的网站限时下载。达许·赫顿（Dash Hutton）在洛杉矶靴腿剧院（Los Angeles Bootleg Theatre）举办的迷你专辑发行派对上，正式加盟作为鼓手。达许是三只狗之夜乐队主唱丹尼·赫顿之子，伊斯特看过他所在的老牌乐队着火缆线的表演后，两人自此认识。3月份在西南偏南音乐节上的一连串表演大获成功后，专辑获得业界的关注。丹妮尔回想起第一场表演，觉得“或许是场灾难”，但剩下的表演吸引了更多的关注。后来乐队于6月份签约了英国的宝丽多唱片。
7月，独立厂牌国歌唱片（National Anthem）发行了《永远》的黑胶版。收录在内的除了原版的三首歌外，还有单曲《Forever》丹·利斯维克混音版。之后于8月份参演蒙福之子樂團绅士之路（Gentlemen of the Road）巡演美国站后，海慕于2012年11月首次在英国巡演，随后于12月参加芙萝伦丝机进份子的英伦三岛巡演。
英国音乐杂志《新音乐快递》将专辑同名歌曲列入2012年曲目榜单的第4位。2013年1月4日，英国广播公司宣布从音乐产业票选来年最具发展潜质歌手的年度奖项年度之声中拔得头筹。乐队同时和大企业摇滚国度签订经纪合同，又在2013年3月回归西南偏南音乐奖，在Idolator上获得他们专属的“应你要求”视频专题。2013年初，她们客串发片艺人小孩安迪第三张录音室专辑《Indicud》歌曲《Red Eye》。丹妮尔·海姆与桑迪戈德、瓦布玆·卡特尔和雅思敏（Yasmin）一同亮相拉扎尔少校第二张专辑《自由全宇宙》第一首歌《You're No Good》。

### 2013-2014年：《时光飞逝》

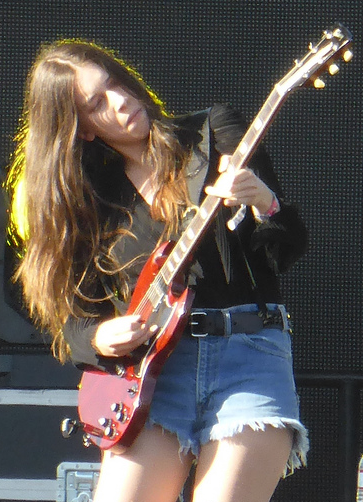
丹妮尔在2014年4月加利福尼亚州印第奥表演。

乐队趁着现场演出之余的创作阶段，花费一年时间录制她们的第一张专辑《时光飞逝》。她们试验了电子鼓和音乐程序GarageBand，在她们现有声音中新增嘻哈和节奏布鲁斯元素。宝丽多推荐制作人阿雷尔·雷彻夏德和詹姆斯·福特帮助她们制作专辑，两人提议额外使用合成器，让传记更接近直接的流行乐风格。许多曲目的鼓点用菲尔·柯林斯发扬光大的门式混响录制。2013年6月，乐队在格拉斯顿伯里当代表演艺术节表演，除了自己的节目，乐队还为原始呐喊的曲目《It's Alright》、《It's OK》、《Rocks》和《Come Together》伴唱。后来，乐队于2014年重返格拉斯顿伯里进行同样的表演。演出后，曾于2000年诊断出1型糖尿病的伊斯特差点出现糖尿病型癫痫。
单曲《The Wire》于专辑发售前天的7月29日发布。专辑在英国夺冠，售出20万份。为了宣传专辑，乐队在英国广播公司第一台的《安德鲁·马尔秀》上演绎了《The Wire》。伊斯特说这首歌要送给节目嘉宾、英国首相大卫·卡梅隆。但是这一举动被强尼·马尔批判考虑不周，他说：“很明显，她们把自己弄得像傻瓜一样。这很荒唐。没人拿枪指着她们的头。保守派想和史密斯乐团一样做这样的事，用错误方式纠正我们，想这样装酷。”海慕没有作回应。
之后在2013年的余下时间中，海慕乐团招募了巡演键盘手汤米·金（Tommy King）于全欧洲巡演，同时于11月23日在《周六夜现场》作为音乐嘉宾，与主持乔什·哈切森一同献唱。乐队表演了《The Wire》和《Don't Save Me》。伊斯特认为这个表演让她很痛苦，因为高中时的戏剧老师认为她“永远不会上《周六夜现场》”。主打美国的巡演于2014年4月启程，持续到5月。
2014年，三姐妹为超级乐团新地下室录音带专辑《河中迷失》歌曲《Kansas City》和《The Whistle Is Blowing》录制伴唱。

### 2014年-至今：《跟你说点事》

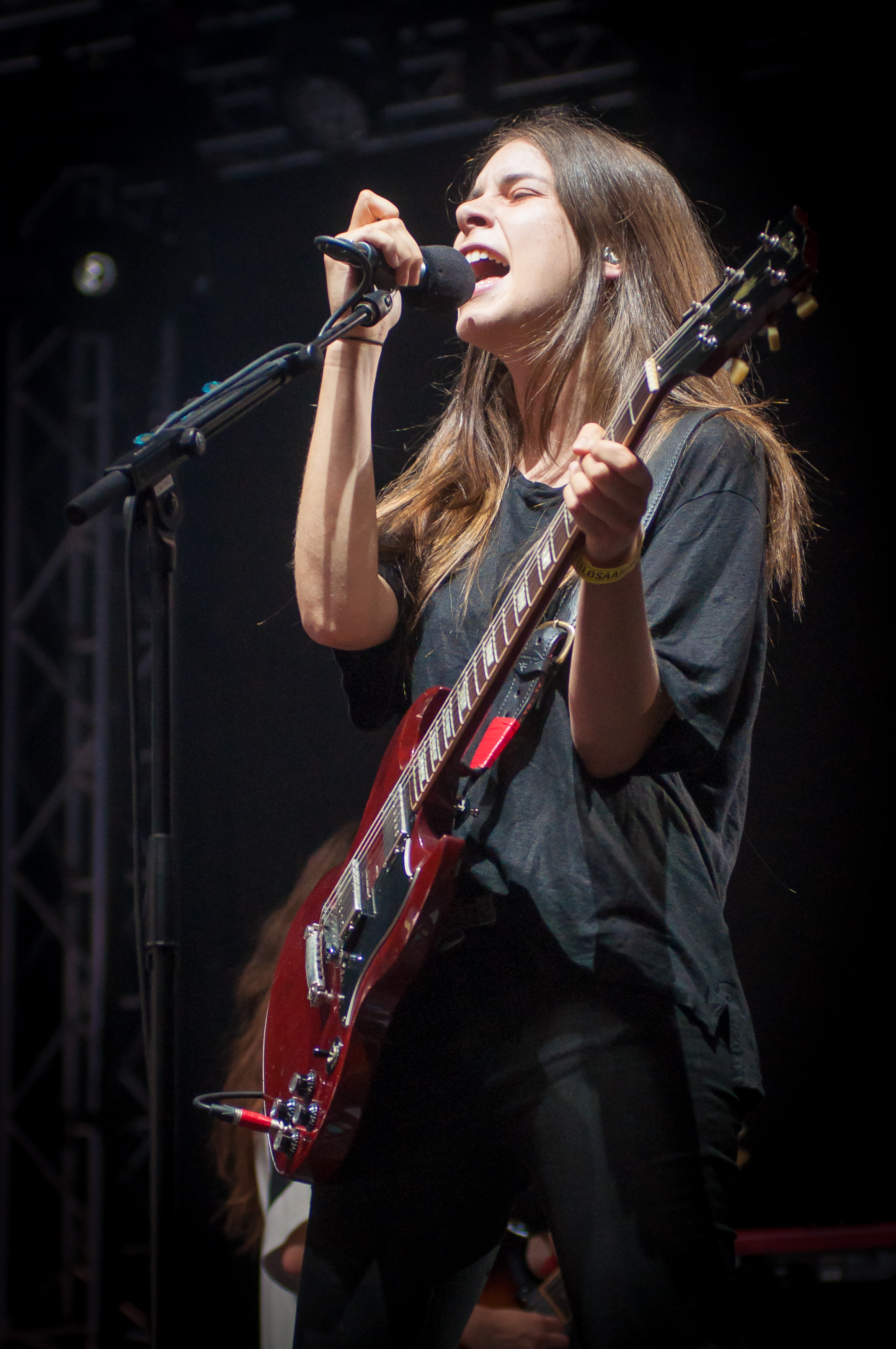
丹妮尔，摄于2014年7月芬兰约恩苏表演。

2014年，海慕获得《新音乐快递》最佳国际乐队奖。8月份，乐队发布由美国说唱歌手速可达福星客串的《My Song 5》混音版音乐录影带，该曲是《时光飞逝》的第六首单曲。海慕和乔恩·海德亮相电音恋腿癖歌曲《Old 45's》的音乐录影带。10月，乐队与史蒂薇·妮克丝翻唱弗雷伍麦克歌曲《来安农》。到2014年10月，乐队借着在巡演期间创作的大量新素材，录制她们第二张专辑。乐队还献声《饥饿游戏3：嘲笑鸟（上）》和《分歧者：异类觉醒》原声带。11月，乐队献唱卡尔文·哈里斯第四张录音室专辑《音浪狂潮》歌曲《祈祷》。
乐队结交了唱作歌手泰勒·斯威夫特，一同去了圣卡塔利娜岛和夏威夷茂宜岛。2015年夏，海慕为泰勒·斯威夫特1989世界巡回演唱会特别场次作开场表演。在第57届格莱美奖上，乐队获得最佳新人提名。但丹妮尔在颁奖前夕意外受伤，不久后发表推文表示正在康复。
2016年3月，海慕發表前瞻预告片宣传新歌和当年夏季的巡演。2017年1月18日接受《新音乐快递》专访时，乐队宣布第二张专辑将在当年夏季发售。4月，由保罗·托马斯·安德森（Paul Thomas Anderson）拍摄的新歌《Right Now》预告公布，这首歌出自7月7日发布的专辑《跟你说些事》。主打单曲《Want You Back》5月3日发布。发行后，乐队参与各种宣传演出，包括在《周六夜现场》上回归，献唱《Want You Back》和《Little of Your Love》。

## 音乐风格

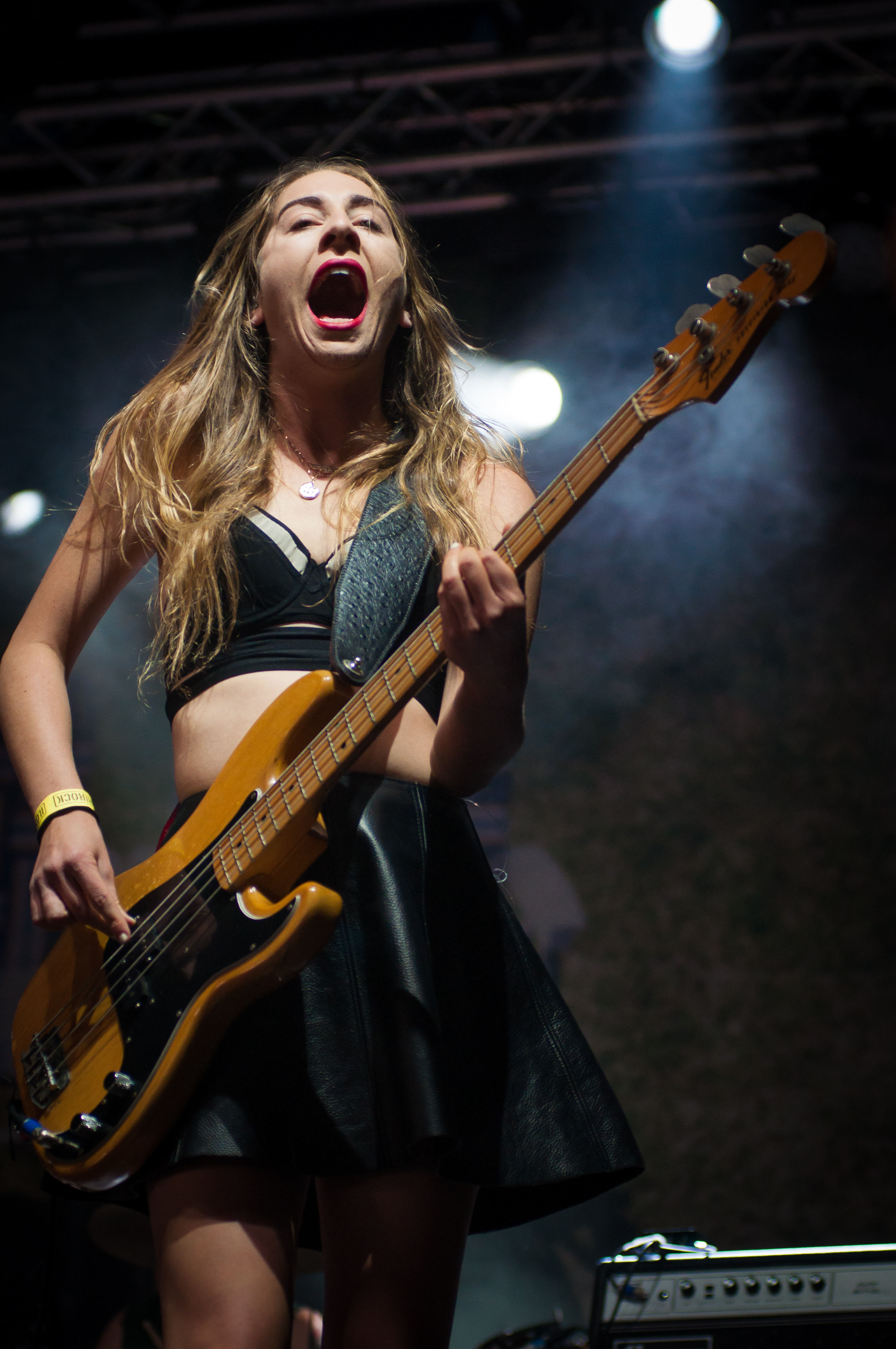
伊斯特·海慕于2014年芬兰约恩苏伊洛岛摇滚节上弹贝斯时，“贝斯脸”表情滑稽。

海慕乐队一直拿来和20世纪70年代的软式摇滚乐队佛利伍麥克作比较，但乐队表示她们认为这种比较“很恶心”，坚持她们是受近期音乐的影响。《地铁报》认为，她们的音乐听上去像“用节奏布鲁斯或嘻哈音乐妥善打造”的民谣摇滚。她们是碧昂丝的歌迷，受其影响曾在BBC广播一台的《酒廊现场秀》上翻唱她的歌曲《XO (歌曲)》。而她们的单曲《My Song 5》曾被认为“抄袭”提姆巴兰。
乐队拒绝“女子乐队”的标签，更希望因她们个人的才华被尊为音乐家。阿拉纳说过：“人们一叫我们女子乐队，我便认为这是种羞辱——身为乐队中的女成员不应该是件值得引以为傲的事。”三姐妹都精通多种乐器，伊斯特玩吉他和贝斯，丹妮尔玩吉他和鼓，而阿拉纳负责吉他、键盘和打击乐。现场演出中，伊斯特负责贝斯，丹妮尔是主音吉他手兼主唱，阿拉纳是伴奏吉他手身兼键盘手和鼓手。人声合唱由三姐妹共同负责。
乐队的现场表演声音有别于录影棚声音。《新音乐快递》专栏作家哈泽尔·谢菲尔德（Hazel Sheffield）提到，《时光飞逝》“或许会让那些被她们的纯天然现场摇滚表演折服的乐迷深感困惑”。录音展现的是乐队的流行声乐风格，而在演唱会上，乐队则演奏佛利伍麥克的《Oh Well》的传统摇滚作品。乐队Rockinhaim时期的婚礼乐队背景，让她们在现场演出或录音时演绎风格各式各样的歌曲，例如麦莉·赛勒斯的《爱情破坏球》、谢里尔·克罗的《足够强大》和鼓击乐团的《什么都要试一下》（的初版）。伊斯特也是乐队的舞台司仪，给大多数歌曲报幕。她的许多舞台技巧，例如和观众互动时平淡无味地笑笑、频繁呼自己名字、弹贝斯时滑稽的面部表情“贝斯脸”都成了乐队现场演出的一大亮点，从小的方面来看，这是乐队的公众形象。
赫顿为了将重心放到自己的作品上，于2017年离开乐队。截至2017年5月，巡演成员有鼓手乔迪·吉切罗（Jody Giachello）和键盘手汤米·金（Tommy King）。

## 评价
对乐队的专业评价一直很正面。PopMatters的马特·詹姆斯（Matt James）认为：“真正厌恶海姆乐队很难。她们绝对很受欢迎，虽然是个有点古怪、资历承载着传说般的威慑力的三人组。”《卫报》专栏作家亚历克西斯·彼得里迪斯称赞乐队的作曲能力，表示这能力产生了“一定程度上光彩夺目得没有限度的完美流行乐”。乐队的声音被认为是“新民谣遇见90年代的节奏布鲁斯”，“音乐听起来像是写史蒂薇·妮克丝、约翰·威特和风尚合唱团在场的湖边休假”。
在她的2013年流行音乐调查中，《观察家报》评论员凯蒂王国称赞乐队“以和声为载体结合节奏布鲁斯和20世纪70年代的软式摇滚，也消费了一大堆有关没有登陆市场的吉他乐队的热门话题和仅仅与裸体女性扯上关系的唱片销量。”

## 作品名录
主条目：海慕乐团作品列表
- 《时光飞逝》（2013年）
- 《跟你说些事（英语：Something to Tell You）》（2017年）
- 《音乐超女力（英语：Women in Music Pt. III）》（2020年）